# Jacob Butterfield
Pour les articles homonymes, voir Butterfield.
Jacob Luke Butterfield, né le 10 juin 1990 à Bradford (Angleterre), est un footballeur anglais. Il joue au poste de défenseur droit ou de milieu droit.

## Carrière
Jacob Butterfield joue ses premiers matchs pour son équipe de Barnsley lors de la saison 2007-2008 et signe un contrat de trois ans et demi en septembre 2007. Son premier match officiel est une rencontre de Carling Cup contre Newcastle United. Il rentre alors à la 87e du match en remplacement de Martin Devaney et ne peut empêcher la défaite des siens (0-2).
À l'issue de la saison 2008-2009 et après avoir joué la majeure partie de celle-ci dans l'équipe réserve de Barnsley, il remporte le titre de « Jeune joueur de l'année ».
Ses performances séduisent son entraîneur Keith Hill qui veut garder le joueur dans son groupe, malgré un contrat expirant en juin 2012. En décembre 2011, il se voit offrir une prolongation et déclare hésiter, car, selon lui « chaque joueur veut jouer au plus haut niveau ». Mais, quatre jours plus tard, il subit une sévère blessure au genou en jouant contre  Leeds United, blessure qui l'éloigne des terrains jusqu'à la fin de la saison. Pour compenser son absence, Barnsley obtient l'accord de Manchester United pour conserver le jeune Danny Drinkwater (21 ans) en prêt jusqu'à la fin de la saison.
Juillet 2012, il signe un contrat de 4 ans pour Norwich City. Le 8 novembre 2012, il est prêté un mois en faveur de Bolton Wanderers.

### Après
Le 13 août 2014 il rejoint Huddersfield Town, faisant une échange pour Adam Clayton. Après 52 matchs et 7 buts pour le club, il rejoint, le 1er septembre, Derby County.
Le 31 août 2017, il est prêté à Sheffield Wednesday pour une saison.
le 31 janvier 2019, il est prêté à Bradford.

## Statistiques détaillées
| Saison      | Club             | Pays           | Championnat        | Coupes nationales |
| ----------- | ---------------- | -------------- | ------------------ | ----------------- |
| 2007 - 2008 | Barnsley         | Championship   | 3 matchs           | 2 matchs          |
| 2008 - 2009 | Barnsley         | Championship   | 3 matchs           | 1 match           |
| 2009 - 2010 | Barnsley         | Championship   | 20 matchs / 1 but  | 5 matchs          |
| 2010 - 2011 | Barnsley         | Championship   | 39 matchs / 2 buts | 2 matchs          |
| 2011 - 2012 | Barnsley         | Championship   | 24 matchs / 5 buts | 1 match           |
| 2012 - 2013 | Norwich City     | Premier League | 0 match            | 2 matchs          |
| 2012 - 2013 | Bolton Wanderers | Premier League | 5 matchs           | 0 match           |

Dernière mise à jour : 22 décembre 2012